# Лагерная улица (Киев)
Ла́герная у́лица (укр. Табірна вулиця) — улица в Шевченковском районе города Киева. Пролегает от улицы Жамбыла Жабаева до проспекта Победы.
К Лагерной улице примыкают Дегтярёвская улица и Артиллерийский переулок.

## История
Лагерная улица возникла в 1-й четверти XX века под таким же названием (в некоторых документах — Таборная), которое происходит от расположенных когда-то поблизости от неё Сырецких летних военных лагерей. До 1961 года составляла единую улицу с нынешними улицами Дорогожицкой и Парково-Сырецкой.

## Важные учреждения
- Университет экономики и права «Крок» (дом № 30-32)
- Отделение связи № 113 (дом № 46/48)
- Дошкольное учебное учреждение № 79 (дом № 34)

## Транспорт
- Маршрутное такси 566
- Трамваи 14, 15
- Станция метро «Берестейская»

## Почтовый индекс
03113